# Bulbophyllum subverticillatum
Bulbophyllum subverticillatum là một loài phong lan thuộc chi Bulbophyllum.